# Étienne Daho
« Daho » redirige ici. Pour l’article homophone, voir Dao.
« Daho » redirige ici. Pour les autres significations, voir Daho (homonymie).
Étienne Daho, né le 14 janvier 1956 à Oran (Algérie française), est un auteur-compositeur-interprète, acteur et producteur français.
Issu de la vague du rock rennais du tout début des années 1980, il connaît le succès en France grâce à des titres pop (Le Grand Sommeil, Week-end à Rome, Tombé pour la France...), genre musical dont il devient l'une des références françaises avec les albums Pop Satori (1986), Pour nos vies martiennes (1988) et Paris ailleurs (1991).
À la fin des années 1990, il choisit de moins s'exposer médiatiquement mais continue de connaître un succès aussi bien public que critique : Victoire de la musique de l'album pop-rock pour L'Invitation en 2007, Grand Prix SACEM pour Les Chansons de l'innocence retrouvée en 2013. Il obtient par ailleurs une Victoire d'honneur aux Victoires de la musique 2018 , la Grande Médaille de la chanson française 2021 décernée par l'Académie française et le Grand Prix Spécial de la Sacem 2024
Étienne Daho a également collaboré avec une multitude d'artistes français et internationaux tels que Jacques Dutronc, Charlotte Gainsbourg, Alain Bashung, Françoise Hardy, Daniel Darc, Astrud Gilberto, Maïwenn, Christophe, Saint Étienne, Jane Birkin, Air, Brigitte Fontaine, Jacno, Jeanne Moreau, Bill Pritchard, Orchestral Manoeuvres in the Dark, Philippe Katerine, Vanessa Paradis, Catherine Deneuve, Dani, Lio, Lou Doillon, Dominique A, Debbie Harry ou encore Marianne Faithfull.

## Biographie

### Enfance et adolescence
Né le 14 janvier 1956, Étienne Daho vit ses premières années à Oran (Algérie française), entouré de ses deux sœurs aînées. Son père Étienne, riche héritier kabyle, militaire de carrière et musicien porté sur la fête, abandonne la famille. Sa mère, Lucie Douma, travaille et confie l'enfant à ses grands-parents, des immigrés espagnols qui tiennent une épicerie-café dans le petit village du Cap Falcon, station balnéaire située à une vingtaine de kilomètres d'Oran. Le commerce, devenu Chez Sonia, est par la suite tenu par les tantes Rosine et Sonia. C'est là que le père se présente un jour pour dire adieu à son fils âgé de quatre ans ; il ne le reverra plus.
Après avoir connu l'insouciance de la vie dans un village de bord de mer, il découvre l'horreur lorsqu'il retourne à Oran : dans les deux dernières années de la guerre d'Algérie (1961 et 1962), la ville est en proie à un déchaînement de violence. L'enfant est alors placé pour quelques mois dans une pension lugubre, dirigée par un individu qui l'effraie. Il retrouve ensuite le Cap Falcon, où il poursuit tant bien que mal son cursus scolaire dans une classe de trois élèves (17, 12 et 6 ans). Sa mère étant bloquée en Algérie pour des raisons administratives (n'étant pas divorcée, elle doit obtenir l'accord de son mari pour quitter le pays), il suit sa tante Francine en septembre 1964, qui l'emmène chez elle à Reims où il est inscrit dans une école religieuse très sévère.
À la fin de l'année 1964, le mari de sa tante est muté à Rennes, ville dans laquelle sa mère et ses deux sœurs le retrouvent et s'installent (dans une cité du quartier de Maurepas). Sa mère trouve un emploi de secrétaire dans une entreprise de produits chimiques. Après avoir étudié au collège des Gayeulles, puis de 1972 à 1975 au lycée Chateaubriand, il s'inscrit à l'université de Haute-Bretagne où il tente un DEUG d'arts plastiques et une licence d'anglais : « J'allais vaguement à la fac, juste pour me présenter aux examens, et encore… » Sous l'influence musicale de ses sœurs, il découvre alors la pop anglaise et les artistes de la Motown. La musique devient véritablement sa passion grâce à l'achat de deux disques : The Velvet Underground and Nico (dont la pochette l'intrigue) et le premier album de Pink Floyd (The Piper at the Gates of Dawn) qui lui permettra de découvrir Syd Barrett. Ses goûts musicaux vont de Serge Gainsbourg au Velvet Underground, des Beach Boys au rock. Il séjourne très fréquemment à Londres et à Manchester pour y travailler et découvre la scène punk en 1976, année où il commence à écrire des chansons.

### Débuts
Alors qu'il poursuit « en dilettante » ses études, il fait partie de l'entourage d'Hervé Bordier (le futur créateur des Transmusicales de Rennes), qui à l'époque organise des concerts et des expositions. Daho en profite pour créer une association, afin d'organiser un concert des Stinky Toys pour son anniversaire. Le concert lui permet de rencontrer Elli Medeiros et Jacno, et une solide amitié va se nouer entre eux. Encouragé par ses amis des groupes Marquis de Sade et Stinky Toys, il fait ses débuts sur scène aux Transmusicales de Rennes avec le groupe Entre les deux fils dénudés de la dynamo en 1979, puis en solo en décembre 1980. Il enregistre une maquette de cinq titres avec l'aide de Franck Darcel et des musiciens du groupe Marquis de Sade, et démarche les maisons de disques. Il est alors repéré par Virgin et devient l'une des premières signatures françaises du label.
L'enregistrement de son premier album, Mythomane (1981), a lieu à Paris avec les musiciens de Marquis de Sade et Jacno à la production. Malgré de bonnes critiques dans la presse spécialisée, l'album passe inaperçu. Étienne Daho enregistre alors un nouveau single Le Grand Sommeil, qui connaît un succès d'estime lui permettant d'enregistrer un second album.
Produit par Frank Darcel, l'album La notte, la notte sort en mars 1984 et est illustré par un portrait de Pierre & Gilles. Deux singles en sont extraits : Sortir ce soir et surtout Week-end à Rome, qui sera son premier grand succès. Il fait un premier Olympia à guichets fermés le 18 avril 1985, et Les Enfants du rock lui consacrent un portrait dans lequel il chante en duo avec Françoise Hardy (avec laquelle il se liera d'amitié). L'album est alors certifié double disque d'or pour plus de 200 000 exemplaires vendus et il reçoit le Bus d'Acier de l'artiste rock de l'année 1985. Fort de ce succès, il enregistre un mini-album, Tombé pour la France. Le single éponyme, dont le clip est réalisé par Jean-Pierre Jeunet, se classe 13e au Top 50.
Le troisième album, Pop Satori (1986), est enregistré à Londres avec le groupe Torch Song (dont le leader William Orbit sera plus tard le réalisateur artistique entre autres de Blur et Madonna) et coréalisé par Daho et Arnold Turboust. L'enregistrement est conflictuel, William Orbit ne passant que rarement au studio et envoyant, pour le remplacer, son manager. Le seul membre du groupe qui participera à la réalisation artistique sera Rico Conning. Étienne Daho et Arnold Turboust décident de rentrer à Paris pour terminer les enregistrements. Porté par les singles Épaule tattoo (dont le clip est réalisé par Philippe Gautier) et Duel au soleil, l'album reçoit des critiques élogieuses et est certifié disque de platine. La presse spécialisée parle alors de « Dahomania ». Le chanteur enchaîne les projets, comme la participation aux films d’Olivier Assayas et Virginie Thévenet et la production d'artistes pour son label (Robert Farel, Les Max Valentin et la chanteuse Dani).

### Succès
Il confirme son succès avec l'album Pour nos vies martiennes (1988), certifié disque de platine, dont la pochette est signée Guy Peellaert. Pour la première fois, l'album sort simultanément dans huit pays. Enregistré à Londres et ouvertement inspiré par les productions noisy pop britanniques, comme celles du groupe The Jesus and Mary Chain, il est soutenu par les singles Bleu comme toi et Des heures hindoues. La tournée Tour Martien, qui fait escale au Marquee de Londres, donne lieu à l'album Live ED et au film Tant pis pour l'Idaho de Bertrand Fèvre, dans lequel il chante en duo avec Chris Isaak. Il continue les collaborations musicales (Arthur Baker, Working Week) et produit les disques de Daniel Darc, Bill Pritchard et Lio.
L'album Paris ailleurs est enregistré à New York pendant l'été 1991. Carlos Alomar (guitariste de David Bowie), initialement pressenti pour coproduire l'album, est remercié au bout de quelques jours. C'est finalement avec Édith Fambuena (des Valentins) qu'Étienne Daho produit l'album. Sorti en décembre 1991, l'album se vend à plus de 500 000 exemplaires, porté par les titres Saudade, Des attractions désastre, Comme un igloo, Un homme à la mer et Les voyages immobiles (dont le clip est réalisé par Michel Gondry). La tournée Tour Paris Ailleurs passe dans 14 pays, et donne lieu à l'album Live Daholympia (enregistré à l'Olympia), qui reçoit un double disque d'or.
En 1992, il monte le projet Urgence : 27 artistes pour la recherche contre le sida, un album sur lequel il réunit les plus grands artistes français et reprend "Dommage que tu sois mort" de Brigitte Fontaine. Les gains (12 millions de francs) sont remis en mains propres par Étienne Daho au professeur Luc Montagnier de l'Institut Pasteur. Cette implication lui vaudra durant l'année 1995 une rumeur malveillante de maladie puis de mort du sida.
En 1993, il se classe 4e du Top 50 avec une reprise d'Édith Piaf, Mon manège à moi, enregistrée originellement pour la compilation Piaf-Fréhel, ma grand-mère est une rockeuse.
En 1995, il produit quatre titres de l'album Genre humain de Brigitte Fontaine (qu'il fait signer chez Virgin), produit l'album Faux témoin de Jacno et chante avec Jacques Dutronc Tous les goûts sont dans ma nature (le clip sera interdit sur les chaînes de télé, car jugé provocant). Il s'installe à Londres pour composer son nouvel album.

### «La résurrection»
En 1995, il enregistre Reserection (titre ironique par rapport à une rumeur qui, en 1994, l'annonce mort du sida), une parenthèse trip-hop avec le groupe Saint Étienne. Brigitte Fontaine coécrit avec lui le texte de Jungle Pulse tandis qu'Étienne Daho adapte trois titres de Saint Étienne, Filthy, Suburban Autumn Lieutenant et Paper. Ces derniers font un hit au Royaume-Uni avec He's on the Phone (no 11 au Top 40), une adaptation de Week-end à Rome. La même année, Daho coproduit l'album Genre humain de Fontaine qui signe le retour définitif de la diva sur le devant de la scène française.
Il écrit ensuite l'album Éden en 1996, réalisé à Londres avec Arnold Turboust. Pour Daho qui travaille avec Zdar (du groupe Cassius) depuis huit ans, c'est l'occasion de créer le successeur de Pop Satori. On y retrouve entre autres Elli Medeiros, the Comateens, The Swingle Singers et surtout Astrud Gilberto pour le duo Les bords de Seine. Même si l'album est certifié disque d'or, celui-ci est mal reçu par une partie du public et perçu comme un échec commercial. Déroutant à sa sortie, cet album mixé par Mark Stent est considéré aujourd'hui comme un de ses meilleurs enregistrements. La couleur très électro de l'album amène Étienne Daho à relever le défi technique et artistique de la transposition sur scène des univers d'Éden. C'est à Jean-Louis Hennequin, déjà connu pour ses collaborations avec Barbara, qu'il confie la responsabilité de cette transposition qui amène à l'une des premières expériences de live informatique de l'ère MAO (musique assistée par ordinateur)[réf. nécessaire]. Le Kaléidoscope tour s'arrête à L'ICA de Londres, après avoir été enregistré aux Transmusicales de Rennes. Cet enregistrement reste toujours inédit, à l'exception de la version live de Sur mon cou (sur un texte de Jean Genet mis en musique par Hélène Martin).
En 1998, il publie sa première compilation Singles, qui s'écoule à plus de 600 000 exemplaires, incluant l'inédit Le Premier Jour (Du reste de ta vie) (adaptation du titre Ready or Not de Sarah Cracknell). Il écrit L'Autre moi pour Jane Birkin et Le Premier de nous deux pour Sylvie Vartan, chante en duo Dis-lui toi que je t'aime avec Vanessa Paradis à la soirée des Enfoirés et Eucalyptus avec Zazie sur la compilation Ensemble.
En 2000, paraît l'album Corps et Armes, réalisé à Londres avec Les Valentins. Classé no 1 des ventes à sa sortie, il est certifié disque d'or, porté par le single Le Brasier. Sa longue tournée Le tour de l'été sans fin, suivie de l'album Daho Live, s'arrête une semaine à l'Olympia (où il partage la scène avec Vanessa Daou) et au Rex Club en version acoustique. En 2001, il ramène Dani sur le devant de la scène en produisant et en chantant en duo Comme un boomerang, un titre écrit par Serge Gainsbourg. Certifié disque d'argent, le titre se classe 6e des ventes. La même année, Étienne Daho devient chevalier de l'Ordre du Mérite.
En 2003, sort Réévolution, un album plus sombre qui sera certifié disque d'or. On y remarque le single If, en duo avec Charlotte Gainsbourg (déjà enregistré en solo pour l'album de Ginger Ale) mais aussi Marianne Faithfull pour la chanson Les liens d'Éros et le single Retour à toi, un hommage aux productions de Phil Spector que Daho affectionne. Le très électrique Révolution Tour est enregistré pour le Live Sortir ce soir, qui reçoit un DVD de platine.
En 2006, vingt ans après sa sortie, Capitol publie une version Deluxe de Pop Satori (avec des inédits et des remixes de Fischerspooner, entre autres). À cette occasion, Étienne Daho rejoue l'intégrale de cet album à l'Olympia le 13 novembre dans le cadre du festival des Inrockuptibles. La même année, il réalise l'album d'Elli Medeiros, et est promu officier des Arts et des Lettres.

### Succès critique et collaborations

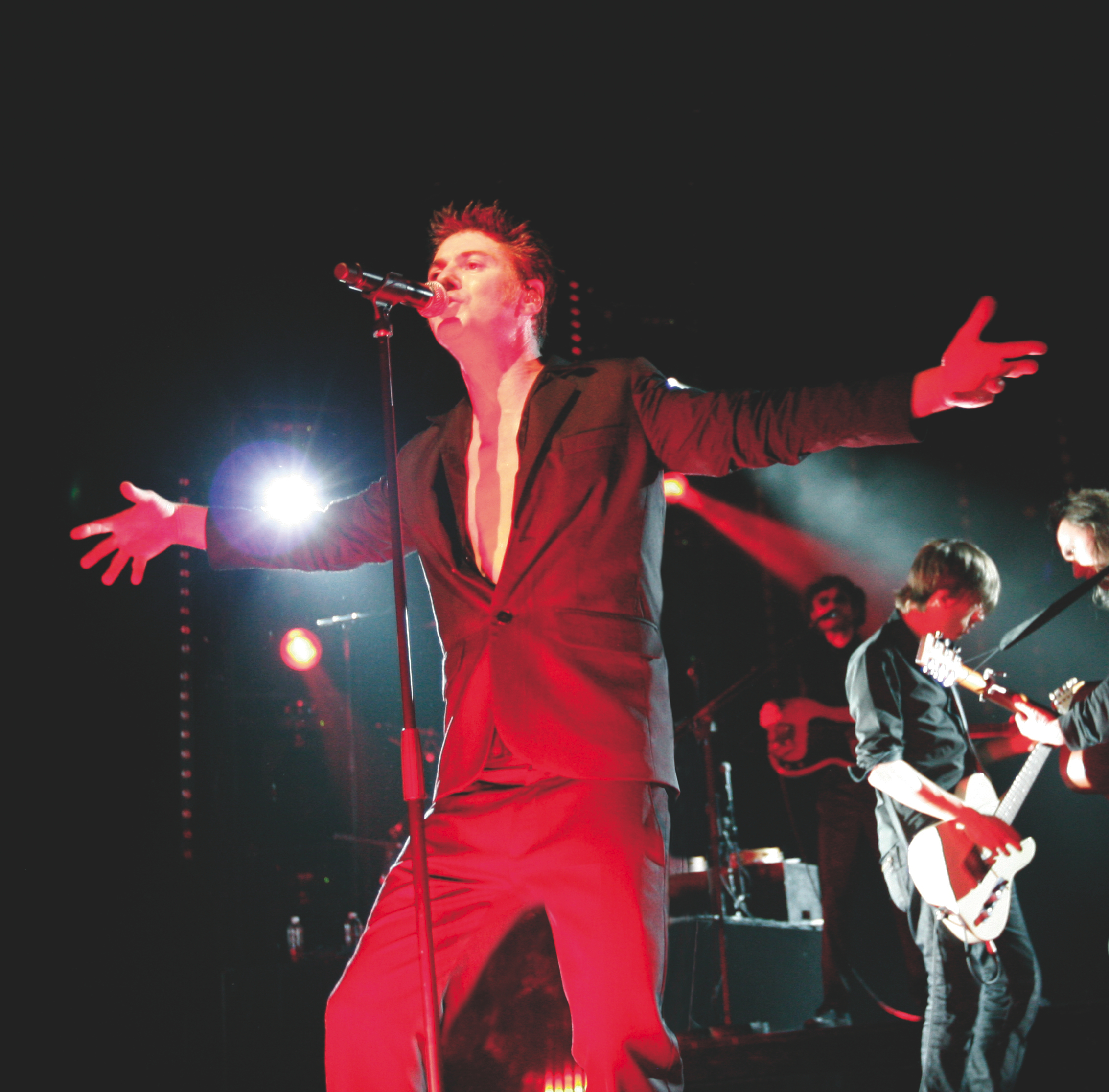
Étienne Daho en concert à l'Olympia de Paris, en juin 2008.

En 2007, l'album L'Invitation, qui marque ses retrouvailles avec Brigitte Fontaine pour "Toi jamais toujours", est réalisé avec Édith Fambuena et enregistré entre Londres, Barcelone, Paris et Ibiza. Il est encensé par la presse et reçoit la Victoire de la musique de l'album pop-rock de l'année. Il est certifié disque de platine. L'année suivante, il entame une tournée de 85 dates, l'Obsession Tour 2008, qui passe par de grands festivals tels que les Vieilles Charrues, mais aussi par l'Olympia (du 3 au 8 juin) et la Salle Pleyel (le 3 décembre, qui donnera lieu au DVD Daho Pleyel Paris).
Une compilation-hommage, Tombés pour Daho, sort en 2008 avec des reprises de ses chansons par Benjamin Biolay, Daniel Darc et Sébastien Tellier. En novembre, il est le président du prix Constantin en hommage à son premier éditeur, Philippe Constantin, et remet le prix à Aṣa. Un nouveau DVD paraît, An Evening with Daho, reprenant des extraits d'une émission spéciale consacrée au chanteur sur France 4, incluant des duos avec Alain Bashung, Air ou encore Charlotte Gainsbourg.
Durant l'année 2009, il rejoint Coming Soon sur leur tournée, ainsi que Jacques Dutronc pour interpréter avec lui Tous les goûts sont dans ma nature. En 2010, il fait une brève apparition dans le clip School Trip bus Crash de Coming Soon, écrit La Prisonnière pour l'album Soleil bleu de Sylvie Vartan, donne la réplique à Vanessa Paradis sur la reprise de Week end à Rome, et reprend Heathen (the rays) de David Bowie sur l'album-hommage We were so turned on. La même année, avec Jeanne Moreau, il sort l'album Le Condamné à mort (publié par le label Naïve), une interprétation du poème Le Condamné à mort de Jean Genet, qui avait été mis en musique par Hélène Martin en 1982. Trois mois après la sortie, Étienne Daho signe un contrat avec le label Polydor Records du groupe Universal Music. Patrick Zelnik, président de Naïve, publie un communiqué de presse dans lequel il critique la signature du chanteur avec Polydor. Valérie Lehoux, journaliste de Télérama, note que Zelnick espérait signer le chanteur. Quelques concerts exceptionnels sont prévus pour accompagner cette sortie, dont deux soirs au prestigieux Théâtre de l'Odéon, les 23 et 24 novembre 2010, puis en juin et juillet 2011 au Canada et en Europe, avec un nouveau passage à Paris, Salle Pleyel. La tournée se termine le 18 juillet 2011 par une représentation triomphale au Festival d'Avignon.

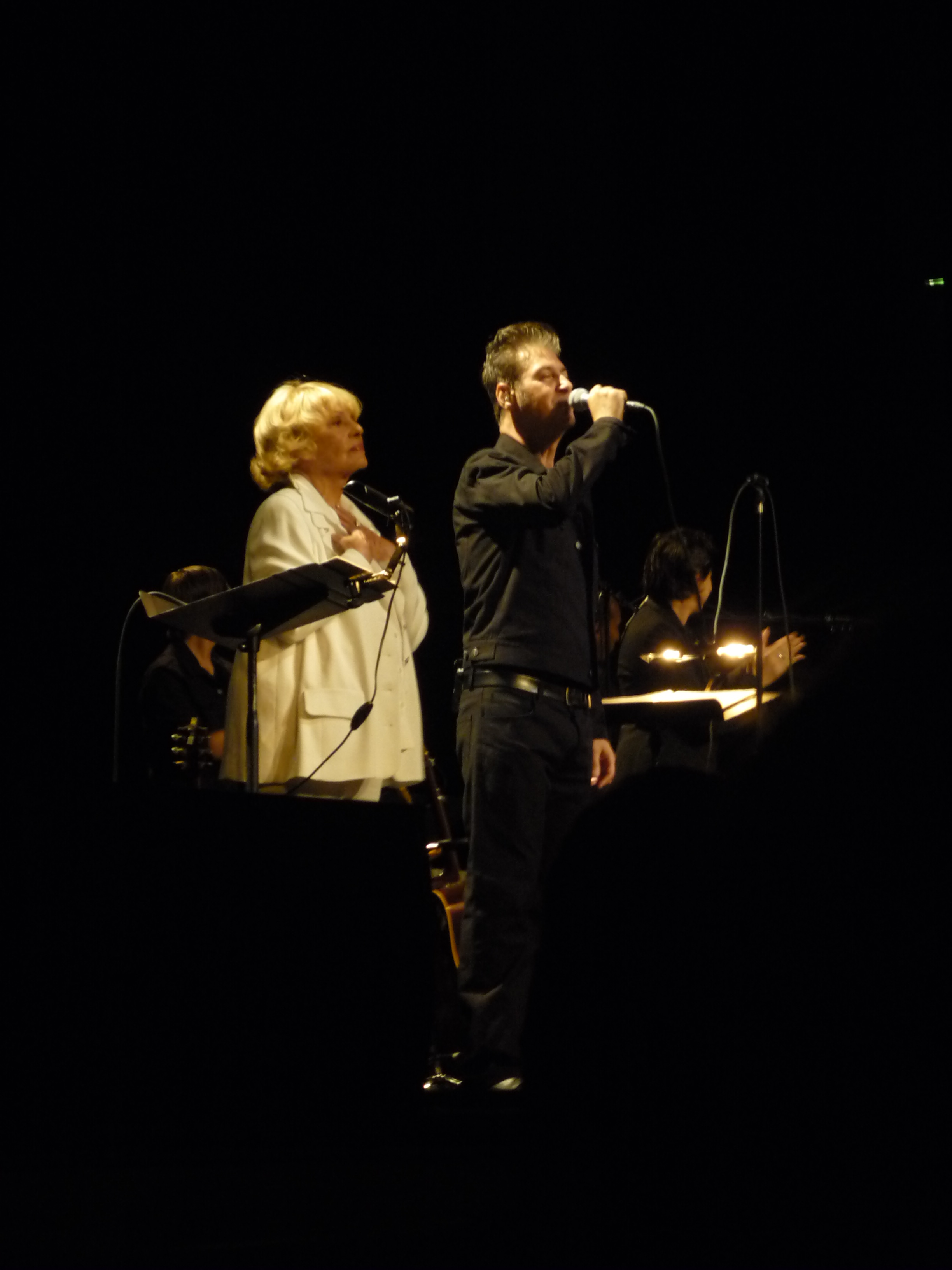
Jeanne Moreau et Étienne Daho dans Le Condamné à mort de Jean Genet, joué à la salle Pleyel en juillet 2011.

En 2011, il participe à l'album et concert-hommage à Jacno, Jacno Future, où il reprend Amoureux solitaires avec Calypso Valois (fille de Jacno et Elli Medeiros). En octobre, il publie une nouvelle compilation pour fêter ses 30 ans de carrière, Monsieur Daho, proposant des remixes, des versions inédites et des duos avec Dani, Charlotte Gainsbourg, Jacques Dutronc, Vanessa Paradis, Alain Bashung, Françoise Hardy, Jeanne Moreau, Marianne Faithfull, Jane Birkin, Astrud Gilberto et Catherine Deneuve. Quatre albums sont réédités au format Deluxe : Mythomane, Pop Satori, Corps et Armes et L’Invitation. Il réalise ensuite Places, le premier album de Lou Doillon qui sort le 3 septembre 2012 et recevra un disque de platine, et participe au premier album de Yan Wagner sur le duo The Only One.

### «Le Parrain de la French Pop»

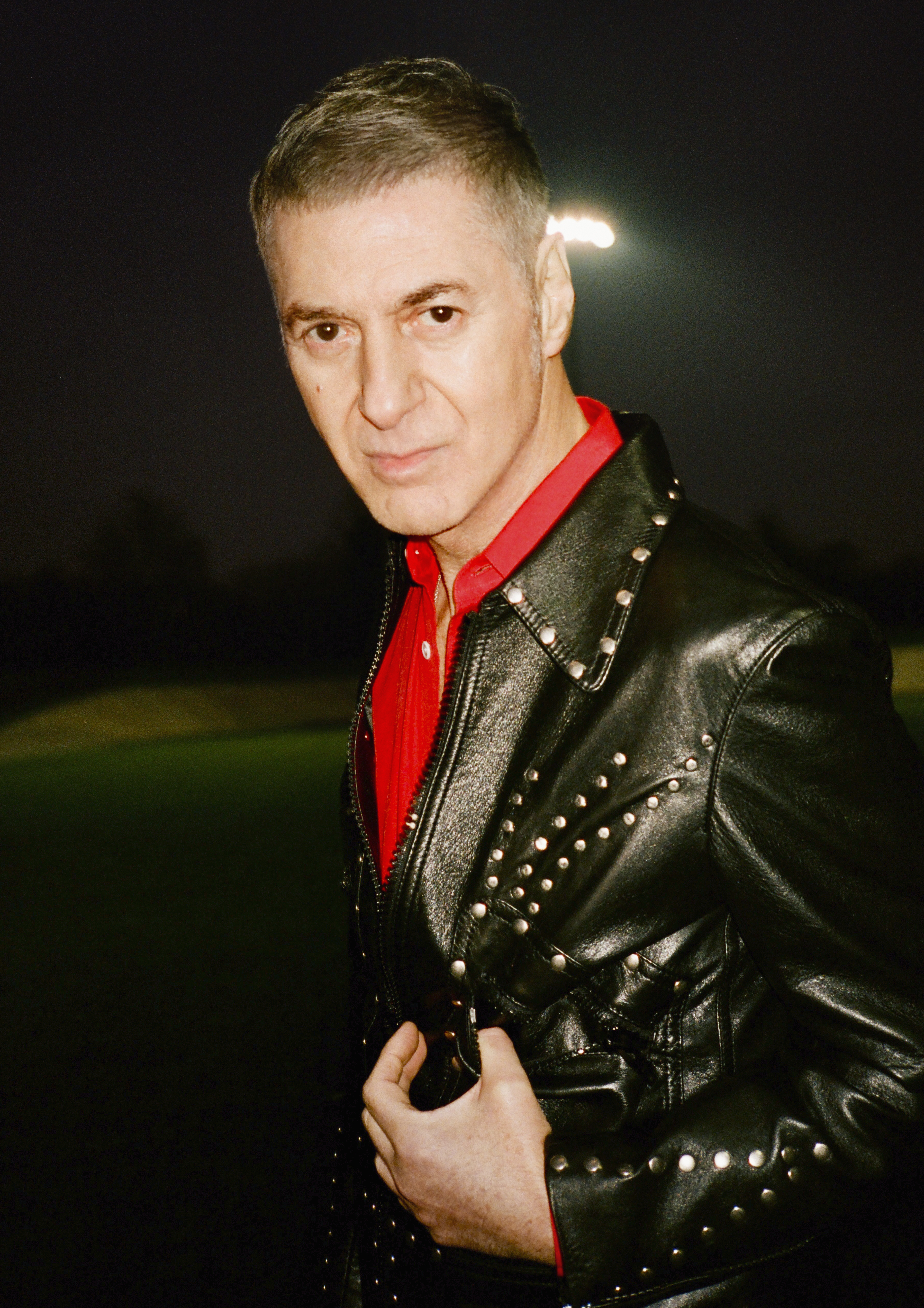
L'artiste en 2023.

En 2013, celui que l'on présente dorénavant comme le « parrain de la pop française » enregistre dans les mythiques studios Abbey Road l'album Les Chansons de l'innocence retrouvée, édité chez Polydor en novembre,. Célébré par la presse comme son meilleur opus, l'album est certifié disque de platine et se hisse à la 3e place des ventes. Co-produit avec Jean-Louis Piérot et Richard Woodcraft, avec la participation de Nile Rodgers, Dominique A, Debbie Harry et Jehnny Beth du groupe Savages, il permet au chanteur de recevoir le grand prix SACEM de la chanson française. Parallèlement, pour célébrer le 30e anniversaire de l'album La notte, la notte, Parlophone publie un double album Deluxe avec de nombreux inédits.
Le Diskönoir tour est retardé à l'automne 2014, à la suite d'une péritonite qui a failli lui être fatale. La tournée débute à la Cité de la Musique qui lui offre une semaine qu'il baptise Une jeunesse moderne. À cette occasion, il s'entoure de personnalités de la French pop à la salle Pleyel. Cette tournée, qui se joue à guichets fermés, passe par l'Olympia du 3 au 6 novembre et au Koko de Londres le 23 octobre, avant de se terminer à Rennes où il est rejoint sur scène par Philippe Pascal (du groupe Marquis de Sade) pour interpréter Chelsea Girls de Nico. Pour immortaliser la tournée, Polydor publie Diskönoir Live en décembre.

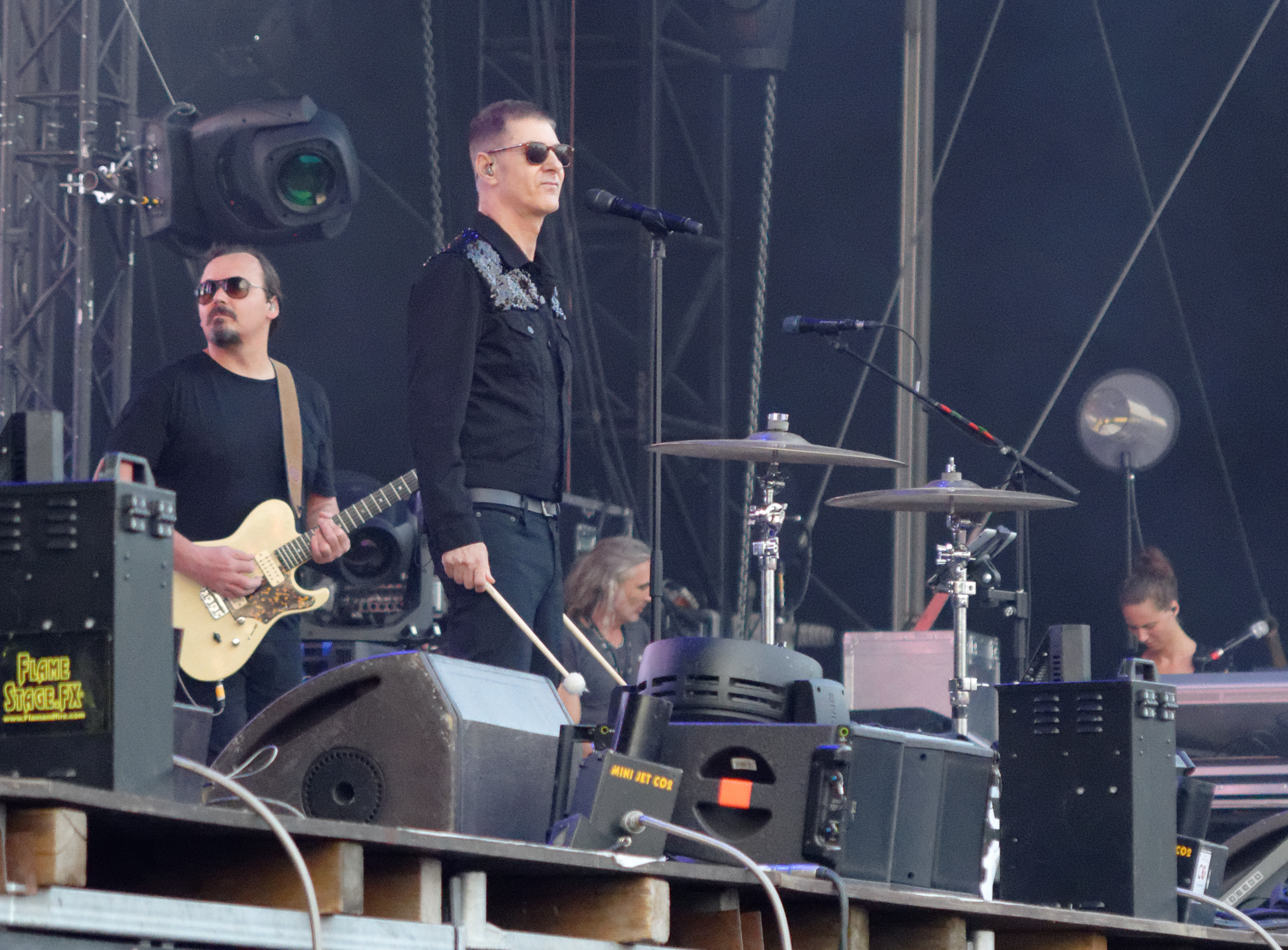
Étienne Daho sur la scène des Eurockéennes de Belfort, en juillet 2015.

En 2015, il participe à l'album Creatures de l'artiste électro Rone. La scène électronique lui rend hommage avec l'album Pistes noires (de préférence), reprenant dix-sept de ses titres les plus emblématiques. Des Eurockéennes à Rock en Seine, il poursuit avec succès la tournée Diskönoir durant l'été 2015. Alfred et David Chauvel lui consacrent une bande dessinée, L'homme qui chante, qui retrace l’aventure de l’album Les Chansons de l'innocence retrouvée. Parlophone publie le 6 novembre une compilation de trente-six titres, L’Homme qui marche. Fin 2015, Arte lui consacre une soirée composée d'un documentaire d'Antoine Carlier et du concert London Daho enregistré au Koko.
Le 3 avril 2016, il est convié par John Cale pour interpréter I'll Be Your Mirror lors de la célébration de l'album The Velvet Underground and Nico à la Philharmonie de Paris. En juillet 2017, il expose ses photographies dans le cadre du Midi festival de Hyères. Le 4 décembre 2017, au théâtre de l'Odéon, a lieu une soirée en hommage à Jeanne Moreau. L'actrice a légué l'ensemble de ses biens à un fonds portant son nom en faveur de la transmission de la culture et l’accès des enfants au théâtre et au cinéma. Étienne Daho a été désigné par l’actrice comme administrateur et ambassadeur de ce fonds. Du 5 décembre 2017 au 29 avril 2018, la Philharmonie de Paris organise une exposition photographique et musicale intitulée Daho l’aime pop ! qui retrace la trajectoire de la chanson populaire à travers le regard du chanteur.
L'album Blitz sort le 18 novembre 2017 et est certifié disque d'or dès sa sortie. Enregistré à Londres avec la complicité de Fabien Waltmann et du groupe Unloved, l’album est unanimement salué par la presse et Daho apparait sur la couverture de neuf magazines. Flavien Berger, Calypso Valois et Jade Vincent du groupe Unloved, sont de la partie. Quatre singles sont extraits de cet album : Les Flocons de l'été, Le Jardin, Après le blitz et L'étincelle. Certains titres sont remixés par Sebastian, Yan Wagner, Vitalic ou encore Pierre Rousseau de Paradis et sont compilés dans un maxi vinyle intitulé Welcome to the club.
Les éditions RVB Books publient Avant la vague, un ouvrage qui retrace les débuts de Daho à Rennes, illustré par les photos de Pierre René-Worms. Le texte est écrit par Sylvie Coma. Le 9 février 2018, les Victoires de la musique lui décernent une Victoire d'honneur pour l’ensemble de sa carrière. À cette occasion, Charlotte Gainsbourg lui remet sa victoire, et Eddy de Pretto, Juliette Armanet et les BB Brunes lui rendent hommage en interprétant ses chansons. Le Blitz Tour démarre le 11 juin et se termine le 21 décembre à Rennes où le concert est enregistré et filmé. En 2019, Étienne est de passage à Londres et à Berlin pour deux concerts et est nommé pour la 20e fois aux Victoires de la musique dans la catégorie « artiste masculin de l'année ». Étienne est convié à chanter en duo sur les albums de Christophe (Le Petit Gars), Keren Ann (La ligne droite), Malik Djoudi (À tes côtés), Bill Pritchard (Luck), The Limiñanas (One Blood Circle), rejoint sur scène Unloved au Silencio, Saint Etienne au Barbican de Londres et Vanessa Paradis à l’Olympia pour chanter Saudade. Il réalise et compose la musique du conte Le vilain petit canard d’Andersen dont la narration est assurée par Arnaud Valois  et dont la sortie chez Gallimard est le 7 octobre. La collection des albums Deluxe s’enrichit de Résérection, Réévolution et de Éden (classé numéro un des rééditions et no 14 des ventes d’albums[réf. nécessaire]) qui sont réédités le 8 novembre. Pour célébrer les vingt ans de cet album, la tournée Éden Daho Tour sillonne la France d'octobre 2019 à janvier 2020, passant par la Philharmonie, la Salle Pleyel et l'Olympia à Paris.
À l’occasion de l’édition du Disquaire Day dont il est le parrain, Daho publie Surf, un projet de reprises inabouti, enregistré en 2004 et 2005, puis finalement abandonné. Le succès de la sortie de Surf en deux volumes, incite Parlophone à sortir officiellement l’intégrale du projet le 20 juin 2020.
Jean-Louis Pierrot et Étienne Daho composent et produisent l’album de Jane Birkin Oh ! Pardon tu dormais…, dont Birkin écrit les textes. L’album sort le 11 décembre.
40 ans après leur collaboration, le groupe Marquis de Sade, devenu Marquis après le décès de leur chanteur Philippe Pascal, invite Daho à chanter  Je n’écrirai plus si souvent, chanson hommage à leur leader[réf. nécessaire]. Le duo italien de Italoconnection le convie également à interpréter Virus X dans leur album Midnight confessions Vol 1. en 2021. Ce titre remixé par Sage, Chloé et Unloved (en) ressort sous la forme d’un EP The Virus X Experience. Pour célébrer ses 40 ans de carrière  l’Académie française lui décerne le 2 décembre, la Médaille de la chanson française.
Écrit par la journaliste et amie de longue date Sylvie Coma, Le secret Book retrace la vie personnelle et la carrière de Daho à travers ses archives personnelles. (Editions de La Martinière). Les vêtements St James lui proposent de créer une collection capsule pour la marque dont l’emblème est la marinière. Il compose et produit avec Jean Louis Piérot, la chanson Un Lugar Perfecto pour le nouvel album de la diva espagnole Luz Casal, Las Ventanas De Mi Alma. Il participe à la chanson STP Apaise toi dans l’album de Petit Fantôme Stave II.[réf. nécessaire]
Le 14 février 2023, Étienne Daho publie un nouveau titre, Boyfriend et le clip qui l'accompagne, premier extrait du quatorzième album studio intitulé Tirer la nuit sur les étoiles, qui paraît le 12 mai 2023. Enregistré en partie aux studios Abbey Road à Londres et au studio  Motorbass à Paris, l’album dans lequel on retrouve de très nombreux invités (Vanessa Paradis, Jade Vincent, Unloved (en), Moïse Turizer, Yan Wagner, Italoconnection, Global Network, Doriand, Calypso Valois, Lou Lesage, Fabien Waltmann) se hisse directement à la place de numéro un des ventes d’albums et recueille des critiques élogieuses. L’album devient disque d’or et est décliné en une édition Deluxe Tirer la nuit sur les étoiles / Only For You qui regroupe des remixes, des inédits là encore en collaboration avec le groupe Unloved.
Il participe à l’illustration sonore d’une partie de l’exposition Forever Sixties inaugurée le 9 juin au Couvent des Jacobins à Rennes. Il participe également à Cœur Sacré l’album hommage à Daniel Darc, avec une reprise de la chanson Je suis déjà parti et donne aussi la réplique à Isabelle Adjani avec Samouraï dans l'album de cette dernière Bande originale.
Le 3 février 2024, à l’Olympia a lieu un hommage à Jane Birkin. Aux côtés de Charlotte Gainsbourg, Lou Doillon, Vanessa Paradis, Jarvis Cocker, Beth Gibbons, Marion Cotillard, Catherine Ringer et Thomas Dutronc, entre autres, Étienne donne la réplique à Fanny Ardant pour une version de Oh pardon tu dormais. Avec le ETIENNE DAHO show Daho renoue avec les grandes salles et joue à guichets fermés de novembre 2023 à août 2024 en faisant escale à l’Accor Arena de Paris[réf. nécessaire]. Dix ans après sa première parution, l’album « Les chansons de l’innocence retrouvée « ressort en version Deluxe avec les collaborations de Debbie Harry, Nile Rodgers et John Cale. Daho participe à l’hommage rendu à Dani au Café de la danse, à son camarade disparu Frank Darcel a l’Ubu à Rennes et retrouve Sylvie Vartan au Palais des sports pour rendre hommage à leur amie disparue Françoise Hardy. Le 25 novembre, il reçoit des mains de Arnold Turboust avec lequel il chante Epaule Tattoo, Le Grand Prix de la Sacem aux Folies Bergères. Témoignage vibrant de son concert à l’Accor Arena le 22 décembre 2023, l’album « Etienne Live » sort le 29 novembre et caracole au sommet des ventes. Le film est projeté en avant première et en Atmos Au Grand Rex le 2 décembre.

### Vie privée
Étienne Daho est père d'un fils qu'il a eu à l'âge de 17 ans et avec lequel il n'est plus en contact sans qu'il éprouve le manque de ne pas avoir connu ce fils. Il évoque même dans une interview la possibilité d'avoir eu d'autres enfants « vu la vie qu'il a menée ».
Dans des interviews comme dans plusieurs de ses chansons, il évoque sa bisexualité, mais revendique une certaine réserve à ce sujet.
Il vit à Montmartre, dans un bâtiment utilisé par Buffalo Bill lors de sa tournée européenne en 1905,,.

## Les tournées
- 1985 : Étienne Daho é Grupo (mars, avril)
- 1986 : Satori Tour (octobre, novembre, décembre)
- 1989 : Tour martien (janvier, février, mars, avril)
- 1992 : Tour de Paris et d'ailleurs (octobre, novembre, décembre)
- 1993 : The Paris ailleurs Tour (mars, avril, mai, juin, juillet)
- 1997-1998 : Kaleïdoscope Tour (novembre, décembre, mars, avril)
- 2000-2001 : Tour De L'Eté Sans Fin (novembre, décembre, mars, avril, mai)
- 2004 : Réévolution Tour (mars, avril, juin)
- 2008 : Obsession Tour (mars, avril, mai, juin, juillet, novembre, décembre)
- 2010-2011 : Le Condamné  de Jean Genet avec Jeanne Moreau (décembre, juin, juillet)
- 2014 : Cycle Domaine Privé[69] Une Jeunesse Moderne  à la Cité de la musique et à la Salle Pleyel (1er, 5 et 8 juillet)
- 2014-2015 : Diskönoir Tour
- 2018 : BlitzTour
- 2019-2020 : Éden Daho Tour
- 2023-2024 : Étienne Daho Show (novembre, décembre 2023, mai 2024 puis festival 2024)

## Discographie
| Année | Album                                 | Classement des ventes       | Classement des ventes     | Classement des ventes   | Certification France[source insuffisante] |
| Année | Album                                 | France[source insuffisante] | Belgique[réf. nécessaire] | Suisse[réf. nécessaire] | Certification France[source insuffisante] |
| ----- | ------------------------------------- | --------------------------- | ------------------------- | ----------------------- | ----------------------------------------- |
| 1981  | Mythomane                             | —                           | —                         | —                       | —                                         |
| 1984  | La notte, la notte                    | —                           | —                         | —                       | 2 × Or                                    |
| 1986  | Pop Satori                            | 5                           | —                         | —                       | Platine                                   |
| 1988  | Pour nos vies martiennes              | 4                           | —                         | —                       | Platine                                   |
| 1991  | Paris ailleurs                        | 10                          | —                         | —                       | Platine                                   |
| 1996  | Éden                                  | 7                           | 8                         | —                       | Or                                        |
| 2000  | Corps et Armes                        | 1                           | 3                         | 64                      | Or                                        |
| 2003  | Réévolution                           | 5                           | 2                         | 56                      | Or                                        |
| 2007  | L'Invitation                          | 2                           | 9                         | 51                      | Platine                                   |
| 2013  | Les Chansons de l'innocence retrouvée | 3                           | 6                         | 34                      | Platine                                   |
| 2017  | Blitz                                 | 6                           | 5                         | 23                      | Or                                        |
| 2023  | Tirer la nuit sur les étoiles         | 1                           | 1                         |                         | Or                                        |

## Distinctions

### Décorations  officielles
- Chevalier de la Légion d'honneur (2025) [73]
- Chevalier de l'ordre national du Mérite[15] (2001)
- Officier de l'ordre des Arts et des Lettres (2022)
  -  Chevalier de l'ordre des Arts et des Lettres (2006)

### Récompenses
- Quartz de la chanson française 1984[15]
- Bus d'Acier 1985[15]
- European Music Award 1987 pour le clip Epaule Tattoo réalisé par Philippe Gautier
- Victoires de la musique 2008 : album pop rock pour L'Invitation
- Grand prix des éditeurs 2013[réf. nécessaire]
- Grand prix SACEM de la chanson française 2013
- Victoire de la musique 2018 : Victoire d'honneur
- Grande médaille de la chanson française 2021 décernée par l'Académie française[50]
- Grand prix SACEM de la chanson française 2024

### Nominations
- Victoires de la musique 1985 : révélation de l'année
- Victoires de la musique 1986 : interprète de l'année, album rock de l'année pour Pop Satori et la pochette de disque de l'année pour Pop Satori
- Victoires de la musique 1993 : album de l'année pour Paris ailleurs
- Victoires de la musique 1997 : album de l'année pour Éden
- Victoires de la musique 1998 : artiste masculin de l'année et spectacle de l'année pour Kaleïdoscope Tour
- Victoires de la musique 1999 : artiste masculin de l'année et chanson pour Le Premier Jour (Du reste de ta vie)
- Victoires de la musique 2001 : artiste masculin de l'année et album pour Corps et Armes
- Victoires de la musique 2002 : chanson pour Comme un boomerang
- Victoires de la musique 2004 : album  pour Réévolution
- Victoires de la musique 2008 : artiste masculin de l'année
- Victoires de la musique 2010 : DVD pour Daho Pleyel Paris
- Victoires de la musique 2014 : artiste masculin de l'année et album pour Les Chansons de l'innocence retrouvée
- Victoires de la musique 2019 : artiste masculin de l'année
- Victoires de la musique 2024 : artiste masculin de l'année et album pour Tirer la nuit sur les étoiles

## Expositions
- « Daho l'aime pop ! », Cité de la musique-Philharmonie de Paris, du 5 décembre 2017 au 29 avril 2018. Catalogue publié chez Gallimard.
  - Reprise à la Maison de la photographie à Lille, du 19 mai au 15 juillet 2018. Catalogue publié chez Gallimard.
  - Reprise à Saint-Malo pendant le festival la route du rock en 2018.
- « Forever Sixties », l’esprit des années 1960 dans la collection Pinault, au couvent des Jacobins à Rennes, du 10 juin au 10 septembre 2023